# Zosteria alpina
Zosteria alpina là một loài ruồi trong họ Asilidae. Zosteria alpina được Daniels miêu tả năm 1987. Loài này phân bố ở miền Australasia.